# Birthana acribes
Birthana acribes is een vlinder uit de familie van de Immidae. De wetenschappelijke naam van de soort is voor het eerst geldig gepubliceerd in 1916 door Durrant.